# Курово (Удомельский район)
Ку́рово — деревня в Удомельском районе Тверской области. Центр Куровского сельского поселения.
Находится в 25 км к северу от города Удомля между озёрами Наволок и Белое. Рядом с Курово вокруг небольшого озера Белое расположились деревни Васьково, Быки, Староселье и Речка.
Население по переписи 2002 года — 129 человек, 57 мужчин, 72 женщины.

## История
Первое упоминание 1478 году. Входило в Кондрышев десяток в Егорьевском погосте, волость Удомля Бежецкой пятины.
Во второй половине XIX — начале XX века сельцо Курово относилось к Парьевской волости Вышневолоцкого уезда Тверской губернии.
В 1940 году деревня Курово в составе Быковского сельсовета Удомельского района Калининской области.
С 1966 года Курово — центральная усадьба совхоза «Куровский», с 1988 года — подсобное хозяйство КАЭС.
В 1997 году — 54 хозяйства, 137 жителей. Администрация сельского округа, детский сад, медпункт, отделение связи, пекарня, столовая, магазин.